# 幌別岳 (大樹町・浦河町)
幌別岳（ほろべつだけ）は、北海道の浦河郡浦河町と広尾郡大樹町の2町にまたがる標高1,512mの山である。

## 概要
日高山脈を構成する南日高の山で、トヨニ岳北峰とピリカヌプリの中間に位置する。南北を高山に挟まれるために少々目立たなくなっているが、山頂からは間近に聳え立つピリカヌプリの眺めが良い。
山名は浦河町を流れる日高幌別川に由来するものの源流はピリカヌプリから流れているため幌別岳は源頭の山ではない。アイヌ語の「Poro-pet（大きい・川）」が語源である。

## 登山
ピリカヌプリのメインルート上に位置する山であるため多くの人に登られる山ではあるが、幌別岳自体を目標とする人は少ない。野塚トンネルの広尾町側からの入口から尾根に取り付いて主稜線へ登り、トヨニ岳を経て主稜線を進むと山頂へ至るが、雪庇等には注意が必要である。